# Фіналізм
Фіналі́зм — вчення про рух світу від його початку до визначеного кінця.
Філософські альтернативи фіналізму: концепції про вічність світу в його незмінності (приклад — вчення про буття елейської школи), або його нескінченному розвитку (циклічному — наприклад, «світовий рік», Геракліта Ефеського або поступальному — як, скажімо, в діалектиці).
Ідейно фіналізм є наслідком креаціонізму і змикається з такими поняттями як телеологія і есхатологія. Іноді говорять про фіналізм тих науково-філософських теорій, які, не визнаючи божественного задуму, проте вчать про цілком певну заключну стадію, до якої неминуче повинна прийти деяка реальність в процесі свого розвитку (марксизм, який проголошує комунізм історично закономірною вищою суспільно-економічною формацією, гіпотеза про зворотне стиснення Всесвіту до сингулярності, що змінить розширення тощо). Необґрунтованість фіналізму стосовно змін в органічному світі (номогенез, ламаркізм) доведена В. І. Вернадським.